# 아이돌 출발 드림팀
《아이돌 출발 드림팀》은 2022년 10월 17일부터 유튜브에서 방송되고 있는 웹예능으로, 스튜디오 K 제작했다.

### 시즌 1
| 공개일          | 제목                                               | 출현                   | 비고       |
| --------------- | -------------------------------------------------- | ---------------------- | ---------- |
| 10월 17일       | 아이돌 세계관 최강 피지컬들의 전쟁                 | 지기TV                 | 프롤로그   |
| 10월 20일       | '근손실'은 못참는 '근'세라핌                       | 르세라핌               | EP.1       |
| 10월 27일       | 지구 최초 체육부장돌(?)들의 피지컬 레이스          | DKZ                    | EP.2       |
| 11월 10일       | 황금텐션🏅골쪽이(?)들의 체력검정!                  | 골든차일드             | EP.3       |
| 11월 17일       | 드림팀이 다시 생겼다고?! 내가 또 평정하러 가야지🏃 | 비투비                 | EP.4       |
| 11월 24일       | 절친(손절?)특집👬 윤지성 & 김종현 Feat.근육몬🔥    | 뉴이스트 김종현 윤지성 | Special EP |
| 11월 29일       | 뉴진스 민지 못하는게 뭔지? feat. Ditto 최초 공개   | 뉴진스                 | EP.5-1     |
| 2023년 1월 12일 | 뉴진스 체육교실 (O.M.Z 퀸민지 상위 4% 도전)        | 뉴진스                 | EP.5-2     |
| 2023년 1월 19일 | 오늘은 돈쓰는 날💰 feat.뉴진스 미공개 클립         | 뉴진스                 | EP.5-3     |

### 시즌 2
| 공개일   | 제목                                                           | 출현                               | 비고 |
| -------- | -------------------------------------------------------------- | ---------------------------------- | ---- |
| 4월 26일 | 체력테스트(!)💪 파이팅! 해야지 원우vs준의 체력 대결의 승자는?  | 세븐틴 (원우 . 준)                 | EP.1 |
| 5월 10일 | EPEX 체력장 받는 날! 우승이냐 웃음이냐 그것이 문제로다         | 이펙스                             | EP.2 |
| 5월 24일 | 도핑테스트(!)가 시급합니다? 100만원 앞에 폭주하는 빌리!        | 빌리                               | EP.3 |
| 6월 14일 | 웃수저🤣 보유 그룹 ATEEZ의 파란만장 체력테스트!                | 에이티즈 (성화 . 여상 . 산 . 민기) | EP.4 |
| 6월 21일 | 대한민국에 강림한 神 아이들?! 소년만화 비쥬얼에 반전 야성미(?) | 엔팀                               | EP.5 |

## 여담
돌박 2일에 이은 2번째 KBS 예능 오마주 프로젝트이다. 제목 그대로 기본적인 컨셉은 출발! 드림팀에서 따왔으며, 온갖 위험이 도사렸던 기존의 출발 드림팀보다는 비교적 안전한 환경에서 촬영이 진행된다.
특이하게도 아이돌이나 예능인이 아닌 유튜버 지기가 1기 MC를 맡았었다. 운동하는 컨셉에 맞추어 섭외된 듯 보이나, 시즌 1 이후 지기TV가 음주운전 논란, 학교폭력 논란으로 은퇴하여 시즌 2부터는 뉴이스트 멤버였던 백호가 MC를 맡게 되었다.